# Demarkationsproblemet
Demarkationsproblemet i videnskabsteori beskæftiger sig med hvordan man kan trække en grænse mellem videnskab og ikke-videnskab, herunder fx videnskab og pseudovidenskab, videnskab og religion eller videnskab i forhold professionel tænkning eller tænkning generelt. 
Der findes forskellige bud på problemet. 
Ét kriterium blev foreslået af Karl Popper. Han mente at videnskabelige teorier var karakteriseret ved at være så præcist formulerede, at det er muligt for andre forskere at efterprøve enhver hypotese ved falsificering. Popper mente ikke det var muligt endeligt at bekræfte en teori.